# Zábřeh nad Odrou
Zábřeh (deutsch Zabrzech, früher Heinrichsdorf) ist ein Ortsteil der Stadt Ostrava in Tschechien. Er gehört zum Stadtbezirk Ostrava-Jih und liegt fünf Kilometer südwestlich des Stadtzentrums von Ostrava.

## Geographie

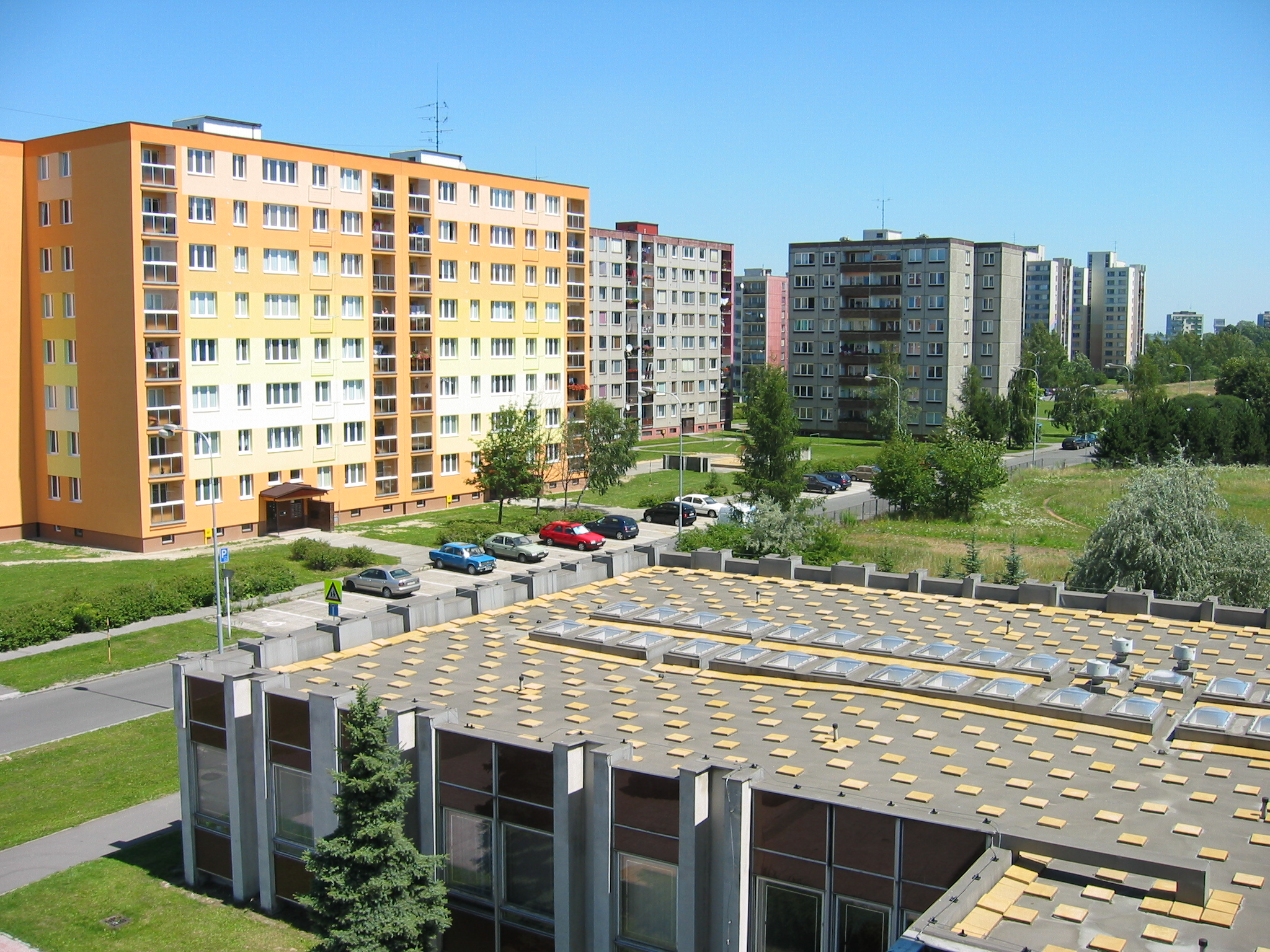
Zábřeh

Zábřeh befindet sich rechtsseitig der Oder an einem Bachlauf, der auf Gebiet des Ortes verrohrt ist. Durch den Ort führen Staatsstraßen 58 von Bohumín zum Flughafen Ostrava und die 11 von Troppau (Opava) nach Šenov. Mariánské Hory liegt nördlich der Eisenbahnstrecke von Ostrava-Svinov nach Český Těšín, die nächste Bahnstation ist „Ostrava-Vítkovice“.
Angrenzende Ortsteile sind Hulváky im Norden, Vítkovice im Osten, Dubina im Südosten, Bělský Les und Výškovice im Süden, Polanka nad Odrou und Přemyšov im Südwesten, Janová im Westen sowie Svinov und Nová Ves im Nordwesten.

## Geschichte
Das entlang eines kleinen Bachlaufes (Ziehgraben) angelegte ursprüngliche Waldhufendorf entstand wahrscheinlich in der Mitte des 13. Jahrhunderts während der ersten Kolonisation. Die erste urkundliche Erwähnung erfolgte 1288 unter dem Namen Heinrichsdorf, als Bischof Theoderich von Neuhaus, die Brüder Heinrich, Dietrich und Erkembert Stange mit den Orten Mistek, Sviadnov, Kunčičky u Bašky und Heinrichsdorf als Emphyteusen belehnte. Dem Ortsgründer folgte dessen Sohn, der sich Alsso von Fridlant nannte. 1376 wurde das Dorf geteilt. 1392 erfolgte eine namentliche Unterscheidung der beiden Güter. Hanuschius de Zabrzech gehörte Zabrzech und Katharina, die Witwe des Alesch von Friedland, besaß bis zu ihrem Tode im Jahre 1396 Zavorzi bzw. Heinrichsdorf. Die Bezeichnung Zavorzi findet sich noch bis 1408, danach ist nur von Zabrzech (Ort hinter dem Ufer) die Rede. Nach den Herren von Zabrzech wechselten ab 1476 vielfach die Besitzer. 1529 wurde erstmals eine Feste in Zabrzech erwähnt. Nach dem Todes Ladislav von Kadaň verkaufte dessen Witwe Susanne von Jičín Zabrzech einschließliche der Feste an Hans von Peterswald.
1560 erfolgte die erste Erwähnung der Holzkirche St. Markus. Nach den Peterwaldern wurde Proček Prákšický von Zástřizl, der bereits Stará Bělá und Výškovice besaß, mit Zabrzech belehnt. Im Jahre 1581 gehörten zu Zabrzech 18 Teiche, 1584 bestand das Dorf aus 27 Anwesen. 1597 kaufte Ctibor Syrakovský von Pěrkov auf Paskov, ein Schwager des Bischofs Wilhelm Prusinovský von Víckov die Zabrzecher Güter. Von den Syrakovský gelangten der Besitz durch Erbfall an Jan Skrbenský von Hříště. Diesem wurde 1619 durch das Bistum Olmütz als Evangeliken und am Ständeaufstand beteiligten das Lehn entzogen und dem katholischen Grafen Wenzel von Würben übertragen. Bischof Leopold Wilhelm von Österreich schloss die Güter in Zabrzech 1652 an die Herrschaft Peterswald an. Zu dieser Zeit trug das Dorf den Namen Zabrzeska und erhielt 1658 das erste Ortssiegel. Zwischen 1672 und 1679 erfolgte eine Reparatur der Kirche, nach Beendigung erfolgte ihre Neuweihung als Kirche Mariä Heimsuchung. 1794 hatte das Dorf 618 Einwohner. Bis zur Aufhebung der Patrimonialherrschaften verblieb Zabrzech im Besitz des Olmützer Kapitels.
Ab 1850 bildete Zábřeh/Zabrzech eine Gemeinde im Bezirk Mistek. Zu dieser war Zábřeh noch immer ein rein landwirtschaftliches Dorf. Drei Kilometer nordöstlich fing bei den Witkowitzer Eisenwerken das Industriegebiet an. 1880 lebten in dem Dorf 1439 Menschen. 1886 entstand in Zabrzech eine Dachpappefabrik. Im Jahr 1900 wurde Zábřeh dem neuen Bezirk Mährisch Ostrau zugeordnet. Bis 1900 war die Einwohnerzahl auf 7653 angestiegen, darunter über 900 von Polnischsprachigen und über 350 von Deutschsprachigen. Zu Beginn des 20. Jahrhunderts arbeiteten im Orts einige Ziegeleien und eine Zementfabrik. Später kam die chemische Fabrik von Julius Rütgers hinzu, die Erzeugnisse aus den Kokereien weiterverarbeitete. 1908 wurde der Name in Zábřeh nad Odrou erweitert. 1912 entstand ein Krankenhaus. 1913 wurde die Kleinbahn Witkowitz–Zabřech durch die Witkowitzer Werkbahn eröffnet. 1921 lebten in der Gemeinde 10.234 Menschen. Im Jahre 1924 wurde Zábřeh nad Odrou im Zuge der Pläne zur Schaffung eines „Groß Ostrau“ nach Mährisch Ostrau eingemeindet.
In den 1930er Jahren wandelte sich das Bild des Ortes von einem bäuerlichen Dorf zu einer Villensiedlung. Zwischen Vítkovice und Zábřeh nad Odrou entstand in den 1970er Jahren eine große Plattenbausiedlung. Von der bis zum Ende des 19. Jahrhunderts vorhandenen dörflichen Struktur blieb nichts erhalten. Einzig älteres Bauwerk ist das frühere Schloss, das zu einem Hotel umgestaltet wurde. An der Flurgrenze zu Vítkovice liegt die ČEZ Aréna. Seit 1990 gehört der Ortsteil zum Stadtbezirk  Ostrava-Jih. 1991 hatte der Ort 45870 Einwohner. Im Jahre 2001 bestand Zábřeh aus 2001 Wohnhäusern, in denen 44601 Menschen lebten.

## Sehenswürdigkeiten
- Schloss Zábřeh, die alte Feste wurde um 1700 durch Ctibor Syrakovský von Pěrkov zu einem Schloss umgestaltet. Das verfallene Gebäude wurde 2005 zu einem Hotel mit Brauerei umgebaut
- Kirche Mariä Heimsuchung, erbaut 1806–1811 anstelle eines hölzernen Vorgängerbaus
- katholische Kirche Zum Hl. Geist, der moderne Kirchenbau aus einem elliptischen Betonkörper mit vorgesetztem quadratischen Turm von Marek Štěpán wurde im Oktober 2007 durch Bischof František Václav Lobkowicz geweiht